# Andreas Baumann (Leichtathlet)
Andreas Baumann (* 27. Februar 1979 in Bülach) ist ein Schweizer Leichtathlet, spezialisiert auf den Sprint. Er ist mehrfacher Schweizer Meister im 100-Meter-Lauf und 60-Meter-Lauf sowie Schweizer Rekordhalter im selten gelaufenen 50-Meter-Lauf in der Halle.
Baumann wohnt im Kanton Zürich und wurde vom ehemaligen Spitzensprinter Stefan Burkart trainiert. Baumann begann erst mit 22 Jahren mit dem Sprinten. Im Januar 2009 amtierte er zudem als Bobanschieber. Er ist 1,80 m gross und 73 kg schwer. Von Beruf ist Baumann Technical Account Manager.

## Erfolge
- 2005: Schweizer Meister 100-Meter-Lauf
- 2006: 27. Rang Leichtathletik-Europameisterschaften 100-Meter-Lauf
- 2007: Schweizer Meister 100-Meter-Lauf; Schweizer Hallenmeister 60-Meter-Lauf
- 2008: 1. Rang Grand Prix Madrid 38,99 s/4 × 100 m
- 2009: Schweizer Hallenmeister 60-Meter-Lauf

## Persönliche Bestleistungen
- 100-Meter-Lauf: 10,36 s, 4. Juni 2005 in Lugano
- 200-Meter-Lauf: 21,34 s, 9. Juli 2005 in Cuxhaven
- 60-Meter-Lauf (Halle): 6,67 s, 3. Februar 2006 in Magglingen
- 50-Meter-Lauf (Halle): 5,80 s, 5. Februar 2006 in St. Gallen, Schweizer Rekord